# Vicieuze cirkel
Een vicieuze cirkel is een situatie waarin iets een bepaald ongewenst gevolg heeft, terwijl dat gevolg op zijn beurt het eerstgenoemde verschijnsel in stand houdt of versterkt. Is men eenmaal in een vicieuze cirkel terechtgekomen, dan is het bijzonder moeilijk of zelfs onmogelijk om daar uit te breken. Interventie van buitenaf lijkt daartoe de sleutel te zijn omdat buitenstaanders a) de situatie beter overzien, b) niet in de greep zijn van de situatie en c) over andere kennis en middelen beschikken.
Een voorbeeld van een vicieuze cirkel is te vinden in een streek waar weinig werk is. Mensen vertrekken dan naar elders, waardoor de vraag naar allerlei voorzieningen in de streek afneemt en daarmee weer de vraag naar arbeidskrachten. De streek wordt zo steeds minder leefbaar, en ook steeds minder aantrekkelijk om een onderneming op te zetten, waardoor er steeds minder voorzieningen en ´economische motoren´ zijn. Hierdoor trekken nog meer mensen weg etc. Een typisch gebied waar deze problematiek speelt is de Franse Diagonaal van de Leegte.
Gezien de etymologie van de term 'vicieuze cirkel', past deze alleen bij een ongewenste ontwikkeling. Bij een gewénste ontwikkeling gebruikt men meestal de term ‘positieve spiraal’ (‘virtueuze cirkel’ is in dit verband een mislukte vertaling van het Engelse “virtuous cycle” want “virtueus” is geen Nederlands woord).

## Etymologie
"Vicieus" is afgeleid van het Latijnse vitiosus, "gebrekkig". De oorspronkelijke betekenis van een circulus vitiosus, is een redenering waarbij de conclusie steeds weer tot het uitgangspunt terugvoert. Dit noemt men ook wel een "cirkelredenering".
Nu betekent “vicieus” in de eerste plaats “verdorven” of “slecht” (Van Dale). Dat kan verklaren waarom de voornaamste betekenis van ‘vicieuze cirkel’ is overgegaan van een “gebrekkige redenering” naar een “noodlottige kringloop”.

## Voorbeelden
- De neerwaartse spiraal in de economie;
- De depressie waarin een persoon zit;
- Eenzaamheid;
- Daklozen die geen woning krijgen doordat ze geen werk vinden doordat ze geen telefoonnummer of vast adres hebben;
- Het verband tussen een slechte relatie met de leraar en slechte cijfers op school;
- Buitensluiting van groepen mensen wat integratie ontmoedigt, wat op zijn beurt buitensluiting bevordert (buitenlanders, gelovigen, homoseksuelen, politieke partijen etc.)
- De vicieuze cirkels van Van Dijk;
- De totale oorlog.

## Noot
1. 1 2  etymologiebank.nl - Vicieus
2. 1 2  Axters, S. (1937). Scholastiek lexicon Latijn-Nederlandsch. Antwerpen: Geloofsverdediging.